# Francesco Castellacci
Francesco Castellacci (Roma, 4 aprile 1987) è un pilota automobilistico italiano, che corre con la AF Corse nel Campionato del Mondo Endurance nella categoria LMGTE Am.
Francesco ha studiato alla Marymount International School, Roma e all'Università Bocconi prima di iniziare la sua carriera come pilota da corsa.
Insieme a Federico Leo ha vinto il titolo piloti del Campionato Europeo FIA GT3 2011, alla guida di una Ferrari 458 Italia GT3.

## Carriera

### Formula Azzurra
Castellacci ha iniziato la sua carriera in monoposto alla fine del 2005, correndo nella Formula Azzurra Winter Trophy. Nelle quattro gare della serie, tutte disputate all'Adria International Raceway, ha ottenuto due podi classificandosi al terzo posto. Nel 2006 è entrato nel campionato di Formula Azzurra al completo, segnando 24 punti per finire ottavo nella classifica finale.

### Formula Tre
Alla fine del 2006 Castellacci ha testato per la prima volta una vettura di Formula Tre, guidando per il team britannico Hitech Racing al Rockingham Motor Speedway. Nel 2007 ha preso parte all'intera stagione del campionato britannico di Formula 3, correndo insieme al pilota australiano John Martin all'Alan Docking Racing. Castellacci non è riuscito a segnare un punto nelle 22 gare in cui ha gareggiato, con il suo miglior risultato arrivato nella prima gara a Donington Park, dove ha concluso al quindicesimo posto. Ha anche preso parte alla gara Masters di Formula 3 svoltasi a Zolder, classificandosi al 26º posto.
L'anno successivo Castellacci tornò in Italia per competere nel Campionato italiano di Formula 3 per Lucidi Motors. Ha concluso la stagione al quarto posto assoluto, conquistando sei podi e una doppia pole position nel round di Monza. Il titolo è stato vinto dal suo compagno di squadra Mirko Bortolotti.
Castellacci ha continuato nella serie per il 2009, cambiando squadra per unirsi alla Prema Powerteam. È arrivato a punti in undici occasioni classificandosi all'ottavo posto assoluto e ha conquistato un solo podio a Misano. Nel corso dell'anno ha preso parte ancora una volta all'evento Masters di Formula 3, questa volta correndo per Manor Motorsport. Ha concluso la gara al 30º posto.

### Porsche Supercup
Nel giugno 2010 Castellacci ha esordito nella gara della Porsche Supercup sul circuito cittadino di Valencia, classificandosi al 17º posto. Nel corso della stagione dovrà anche disputare i round di Silverstone, Hungaroring e Monza.
Un mese prima, aveva debuttato anche nella Porsche Carrera Cup Germany al Circuito di Valencia, finendo al 14º posto.

### Altre competizioni
Nell'ottobre 2009 Castellacci ha provato per la prima volta una vettura GP2 durante il primo test post-stagionale a Jerez. Guidando per il team italiano Durango, ha completato 107 giri nel corso dei tre giorni di test, registrando un miglior tempo di 1:27.615 nell'ultima giornata di corsa.
Castellacci ha anche preso parte ai test della Formula Renault 3.5 Series nei mesi di ottobre e novembre 2009, guidando vetture per Draco Racing, Interwetten.com Racing e Prema Powerteam.
Per il 2011, Castellacci ha corso nel Campionato Europeo FIA GT3 con la AF Corse, condividendo una Ferrari 458 con il collega italiano Federico Leo. Il duo ha vinto il titolo piloti nell'ultimo round della stagione a Zandvoort.
L'anno successivo partecipò alla Blancpain Endurance Series e all'International GT Open. Partecipa così per la prima volta alla 24 Ore di Spa. Ha mantenuto lo stesso programma l'anno successivo mentre partecipava alla European Le Mans Series.
Successivamente ha partecipato a tempo pieno al Campionato del mondo endurance e ha partecipato per l'unica volta in carriera alla 24 Ore di Le Mans dove si è ritirato dopo 187 giri.
Non essendo stato trattenuto per il 2016, si è unito alla 24H Series e alla Michelin Le Mans Cup dove ha concluso al settimo posto assoluto.
Dal 2017 gareggia nel WEC alternando tra la AF Corse e la Spirit of Race

## Risultati

### Riassunto della carriera
| Stagione  | Campionato                                 | Team                              | Gare | Vittorie | Pole | Gpv | Podi | Punti | Pos |
| --------- | ------------------------------------------ | --------------------------------- | ---- | -------- | ---- | --- | ---- | ----- | --- |
| 2006      | Formula Azzurra                            | Team Federkarting                 | 14   | 0        | 0    | 0   | 0    | 24    | 8º  |
| 2007      | F3 britannica                              | Alan Docking Racing               | 22   | 0        | 0    | 0   | 0    | 0     | 22º |
| 2007      | Masters di Formula 3                       | Alan Docking Racing               | 1    | 0        | 0    | 0   | 0    | N/A   | 26º |
| 2008      | Campionato italiano di Formula 3           | Lucidi Motors                     | 16   | 0        | 2    | 0   | 6    | 57    | 4º  |
| 2009      | Campionato italiano di Formula 3           | Prema Powerteam                   | 16   | 0        | 0    | 0   | 1    | 64    | 8º  |
| 2009      | Masters di Formula 3                       | Manor Motorsport                  | 1    | 0        | 0    | 0   | 0    | N/A   | 30º |
| 2010      | Campionato italiano di Formula 3           | RC Motorsport                     | 12   | 0        | 0    | 0   | 0    | 6     | 18º |
| 2010      | Campionato Italiano Gran Turismo - GT Cup  | Petri Corse Motorsport            | 1    | 0        | 0    | 0   | 0    | 1     | 60º |
| 2010      | Porsche Carrera Cup Germany                | MRS Team                          | 1    | 0        | 0    | 0   | 0    | 0     | NC  |
| 2010      | Porsche Mobil 1 Supercup                   | Schnabl Engineering Parker Racing | 1    | 0        | 0    | 0   | 0    | N/A†  | NC† |
| 2010      | Porsche Mobil 1 Supercup                   | Sanitec Giltrap Racing            | 2    | 0        | 0    | 0   | 0    | N/A†  | NC† |
| 2011      | Campionato Europeo FIA GT3                 | AF Corse                          | 12   | 1        | 3    | 0   | 4    | 111   | 1º  |
| 2011      | 24 Ore di Dubai - A6                       | MRS Team PZ Aschaffenburg         | 1    | 1        | 0    | 0   | 0    | N/A   | 10º |
| 2012      | Campionato mondiale FIA GT1                | AF Corse                          | 18   | 0        | 0    | 0   | 0    | 42    | 14º |
| 2013      | 12 Ore del Golfo - GT3 Pro Am              | Kessel Racing                     | 1    | 0        | 0    | 0   | 0    | N/A   | 12º |
| 2013      | International GT Open - GTS                | Kessel Racing                     | 4    | 0        | 0    | 0   | 0    | 0     | NC  |
| 2013      | Campionato Spagnolo Gran Turismo - GTS     | Kessel Racing                     | 3    | 0        | 0    | 0   | 0    | 0     | NC  |
| 2013      | Winter Series by GT Sport - GTS            | Kessel Racing                     | 4    | 0        | 0    | 1   | 1    | 0     | NC  |
| 2013      | Blancpain Endurance Series - GT3 Pro Cup   | Vita4One Team Italy               | 2    | 0        | 0    | 0   | 0    | 0     | NC  |
| 2013      | Blancpain Endurance Series - GT3 Pro Cup   | Belgian Audi Club WRT             | 1    | 0        | 0    | 0   | 0    | 0     | NC  |
| 2014      | 12 Ore del Golfo - GT3                     | AF Corse                          | 1    | 0        | 0    | 0   | 0    | N/A   | 7º  |
| 2014      | International GT Open - GTS                | AF Corse                          | 5    | 0        | 0    | 0   | 0    | 3     | 31º |
| 2014      | European Le Mans Series - GTC              | AF Corse                          | 2    | 0        | 0    | 1   | 0    | 14    | 16º |
| 2014      | Blancpain Endurance Series - Pro-Am Cup    | Scuderia Villorba Corse           | 5    | 0        | 0    | 1   | 2    | 81    | 2º  |
| 2015      | European Le Mans Series - GTC              | AF Corse                          | 5    | 2        | 1    | 1   | 3    | 81    | 2º  |
| 2015      | WEC - LMGTE Am                             | Aston Martin Racing               | 8    | 0        | 0    | 0   | 0    | 54    | 9º  |
| 2015      | 24 Ore di Le Mans - LMGTE Am               | Aston Martin Racing               | 1    | 0        | 0    | 0   | 0    | N/A   | Rit |
| 2016      | 12 Ore del Golfo - Pro-Am                  | AF Corse                          | 1    | 1        | 1    | 0   | 1    | N/A   | 1º  |
| 2016      | Michelin GT3 Le Mans Cup                   | AF Corse                          | 6    | 0        | 0    | 1   | 0    | 34    | 7º  |
| 2016      | International GT Open - GT3 PROAM          | AF Corse                          | 2    | 0        | 0    | 1   | 0    | 6     | 23º |
| 2016      | 24H Series - SP3                           | JR Motorsport                     | 1    | 0        | 0    | 0   | 0    | 0     | NC  |
| 2017      | Intercontinental GT Challenge - Pro Am Cup | AF Corse                          | 1    | 0        | 0    | 0   | 0    | 0     | NC  |
| 2017      | Blancpain GT Series Endurance Cup - ProAm  | AF Corse                          | 1    | 0        | 0    | 0   | 0    | 16    | 25º |
| 2017      | WEC - LMGTE Am                             | Spirit of Race                    | 9    | 1        | 0    | 5   | 4    | 109   | 4º  |
| 2017      | 24 Ore di Le Mans - LMGTE Am               | Spirit of Race                    | 1    | 0        | 0    | 0   | 0    | N/A   | 12º |
| 2018      | European Le Mans Series - GTE              | Spirit of Race                    | 1    | 0        | 0    | 0   | 0    | 8     | 14º |
| 2018      | 24 Ore di Le Mans - LMGTE Am               | Spirit of Race                    | 1    | 0        | 0    | 0   | 0    | N/A   | 2º  |
| 2018-2019 | WEC - LMGTE Pro                            | Spirit of Race                    | 8    | 0        | 0    | 0   | 2    | 99    | 4º  |
| 2019      | 24 Ore di Le Mans - LMGTE Am               | Spirit of Race                    | 1    | 0        | 0    | 0   | 0    | N/A   | 12º |
| 2019-2020 | WEC - LMGTE Am                             | AF Corse                          | 8    | 0        | 0    | 0   | 0    | 71    | 12º |
| 2020      | European Le Mans Series - LMGTE            | AF Corse                          | 1    | 0        | 0    | 0   | 0    | 0     | NC  |
| 2020      | 24 Ore di Le Mans - LMGTE Am               | AF Corse                          | 1    | 0        | 0    | 0   | 0    | N/A   | 13º |
| 2021      | WEC - LMGTE Am                             | AF Corse                          | 6    | 0        | 0    | 0   | 1    | 71    | 6º  |
| 2021      | 24 Ore di Le Mans - LMGTE Am               | AF Corse                          | 1    | 0        | 0    | 0   | 0    | N/A   | 11º |
| 2021      | Asian Le Mans Series - GT                  | AF Corse                          | 4    | 0        | 0    | 0   | 0    | 1.5   | 16º |
| 2022      | WEC - LMGTE Am                             | AF Corse                          | 1    | 0        | 0    | 0   | 0    | 3*    | 9º* |

* Stagione in corso.
† Poiché Castellacci è un pilota ospite, non è idoneo a segnare punti

### Campionato mondiale FIA GT1
| Anno | Squadra  | Vettura                | 1   | 2   | 3   | 4   | 5   | 6   | 7   | 8   | 9   | 10  | 11  | 12  | 13  | 14  | 15  | 16  | 17  | 18  | Punti | Pos. |
| ---- | -------- | ---------------------- | --- | --- | --- | --- | --- | --- | --- | --- | --- | --- | --- | --- | --- | --- | --- | --- | --- | --- | ----- | ---- |
| 2012 | AF Corse | Ferrari 458 Italia GT3 | NOG | NOG | ZOL | ZOL | NAV | NAV | SVK | SVK | ALG | ALG | SVK | SVK | MOS | MOS | NÜR | NÜR | DON | DON | 42    | 14º  |
| 2012 | AF Corse | Ferrari 458 Italia GT3 | 10  | 5   | 7   | 11  | 13  | 11  | 12  | 9   | 11  | 7   | 10  | Rit | 8   | 6   | 10  | 7   | 7   | 5   | 42    | 14º  |

### Campionato del mondo endurance
| Anno    | Squadra             | Classe   | Vettura                     | SIL | SPA | LMS | NÜR | COA | FUJ | SHA | BHR |     | Punti | Pos. |
| ------- | ------------------- | -------- | --------------------------- | --- | --- | --- | --- | --- | --- | --- | --- | --- | ----- | ---- |
| 2015    | Aston Martin Racing | LMGTE Am | Aston Martin V8 Vantage GTE | 4   | 6   | Rit | 7   | 6   | 7   | 6   | 7   |     | 54    | 9º   |
| Anno    | Squadra             | Classe   | Vettura                     | SIL | SPA | LMS | NÜR | MEX | COA | FUJ | SHA | BHR | Punti | Pos. |
| 2017    | Spirit of Race      | LMGTE Am | Ferrari 488 GTE             | Rit | 4   | 7   | 2   | 4   | 3   | 1   | Rit | 3   | 109   | 4º   |
| Anno    | Squadra             | Classe   | Vettura                     | SPA | LMS | SIL | FUJ | SHA | SEB | SPA | LMS |     | Punti | Pos. |
| 2018-19 | Spirit of Race      | LMGTE Am | Ferrari 488 GTE Evo         | 8   | 2   | 9   | 6   | 4   | 2   | 4   | 7   |     | 99    | 4º   |
| Anno    | Squadra             | Classe   | Vettura                     | SIL | FUJ | SHA | BHR | COA | SPA | LMS | BHR |     | Punti | Pos. |
| 2019-20 | AF Corse            | LMGTE Am | Ferrari 488 GTE Evo         | 9   | 6   | 8   | 5   | 7   | 7   | 7   | 4   |     | 71    | 12º  |
| Anno    | Squadra             | Classe   | Vettura                     | SPA | ALG | MNZ | LMS | BHR | BHR |     |     |     | Punti | Pos. |
| 2021    | AF Corse            | LMGTE Am | Ferrari 488 GTE Evo         | 4   | 3   | 7   | 7   | 7   | 6   |     |     |     | 71    | 6º   |
| Anno    | Squadra             | Classe   | Vettura                     | SEB | SPA | LMS | MNZ | FUJ | BHR |     |     |     | Punti | Pos. |
| 2022    | AF Corse            | LMGTE Am | Ferrari 488 GTE Evo         | 9   | 4   | 5   | 9   | 4   | 7   |     |     |     | 58    | 8º   |
| Anno    | Squadra             | Classe   | Vettura                     | SEB | ALG | SPA | LMS | MON | FUJ | BHR |     |     | Punti | Pos. |
| 2023    | AF Corse            | LMGTE Am | Ferrari 488 GTE Evo         | 5   | 4   | Rit | 5   | 10  | 1   | 4   |     |     | 91    | 3º   |
| Anno    | Squadra             | Classe   | Vettura                     | QAT | IMO | SPA | LMS | SÃO | COA | FUJ | BHR |     | Punti | Pos. |
| 2024    | AF Corse            | LMGT3    | Ferrari 296 GT3             | 5   | 12  | 6   | Rit | 15  | Rit | 1   | 7   |     | 57    | 7°   |
| Anno    | Squadra             | Classe   | Vettura                     | QAT | IMO | SPA | LMS | SÃO | COA | FUJ | BHR |     | Punti | Pos. |
| 2025    | AF Corse            | LMGT3    | Ferrari 296 GT3             | 8   | 5   | 3   | Rit |     |     |     |     |     | 31*   |      |
| Legenda |                     |          |                             |     |     |     |     |     |     |     |     |     |       |      |

* Stagione in corso.

### European Le Mans Series
| Anno    | Squadra        | Classe | Vettura                | SIL | IMO | RBR | LEC | EST |     | Punti | Pos. |
| ------- | -------------- | ------ | ---------------------- | --- | --- | --- | --- | --- | --- | ----- | ---- |
| 2014    | AF Corse       | GTC    | Ferrari 458 Italia GT3 |     | 7   |     | 6   |     |     | 14    | 16º  |
| Anno    | Squadra        | Classe | Vettura                | SIL | IMO | RBR | LEC | EST |     | Punti | Pos. |
| 2015    | AF Corse       | GTC    | Ferrari 458 Italia GT3 | Rit | 1   | 1   | 2   | 4   |     | 81    | 2º   |
| Anno    | Squadra        | Classe | Vettura                | LEC | MNZ | RBR | SIL | SPA | ALG | Punti | Pos. |
| 2018    | Spirit of Race | LMGTE  | Ferrari 488 GTE        | 6   |     |     |     |     |     | 8     | 14º  |
| Anno    | Squadra        | Classe | Vettura                | LEC | SPA | LEC | MNZ | ALG |     | Punti | Pos. |
| 2020    | AF Corse       | LMGTE  | Ferrari 488 GTE Evo    |     | Rit |     |     |     |     | 0     | NC   |
| Legenda |                |        |                        |     |     |     |     |     |     |       |      |

### 24 Ore di Le Mans
| Anno | Classe   | N° | Gomme | Vettura                                          | Squadra             | Co-piloti                         | Giri | Pos. Assol. | Pos. di Classe |
| ---- | -------- | -- | ----- | ------------------------------------------------ | ------------------- | --------------------------------- | ---- | ----------- | -------------- |
| 2015 | LMGTE Am | 96 | M     | Aston Martin V8 Vantage GTE Aston Martin 4.5L V8 | Aston Martin Racing | Roald Goethe Stuart Hall          | 187  | Rit         | Rit            |
| 2017 | LMGTE Am | 54 | M     | Ferrari 488 GTE Ferrari F154CB 3.9L Turbo V8     | Spirit of Race      | Thomas Flohr Olivier Beretta      | 326  | 41º         | 12º            |
| 2018 | LMGTE Am | 54 | M     | Ferrari 488 GTE Ferrari F154CB 3.9L Turbo V8     | Spirit of Race      | Thomas Flohr Giancarlo Fisichella | 335  | 26º         | 2º             |
| 2019 | LMGTE Am | 54 | M     | Ferrari 488 GTE Ferrari F154CB 3.9L Turbo V8     | Spirit of Race      | Thomas Flohr Giancarlo Fisichella | 327  | 43º         | 12º            |
| 2020 | LMGTE Am | 54 | M     | Ferrari 488 GTE Evo Ferrari F154CB 3.9L Turbo V8 | AF Corse            | Thomas Flohr Giancarlo Fisichella | 330  | 39º         | 13º            |
| 2021 | LMGTE Am | 54 | M     | Ferrari 488 GTE Evo Ferrari F154CB 3.9L Turbo V8 | AF Corse            | Thomas Flohr Giancarlo Fisichella | 329  | 39º         | 11º            |
| 2022 | LMGTE Am | 54 | M     | Ferrari 488 GTE Evo Ferrari F154CB 3.9L Turbo V8 | AF Corse            | Thomas Flohr Nick Cassidy         | 340  | 39º         | 6º             |
| 2023 | LMGTE Am | 52 | M     | Ferrari 488 GTE Evo Ferrari F154CB 3.9L Turbo V8 | AF Corse            | Thomas Flohr Davide Rigon         | 312  | 31°         | 5°             |
| 2024 | GT3      | 54 | G     | Ferrari 296 GT3                                  | AF Corse            | Thomas Flohr Davide Rigon         | 30   | Rit         | Rit            |
| 2025 | GT3      | 54 | G     | Ferrari 296 GT3                                  | AF Corse            | Thomas Flohr Davide Rigon         | 192  | Rit         | Rit            |